# Céladon de Longquan
Le céladon de Longquan (龙泉青瓷 / 龍泉青磁, Lóngquán qīngcí, « Longquan céladon ») est le céladon chinois produit dans les fours de Longquan dans la préfecture de Lishui au sud-ouest de la province du Zhejiang.

## Présentation

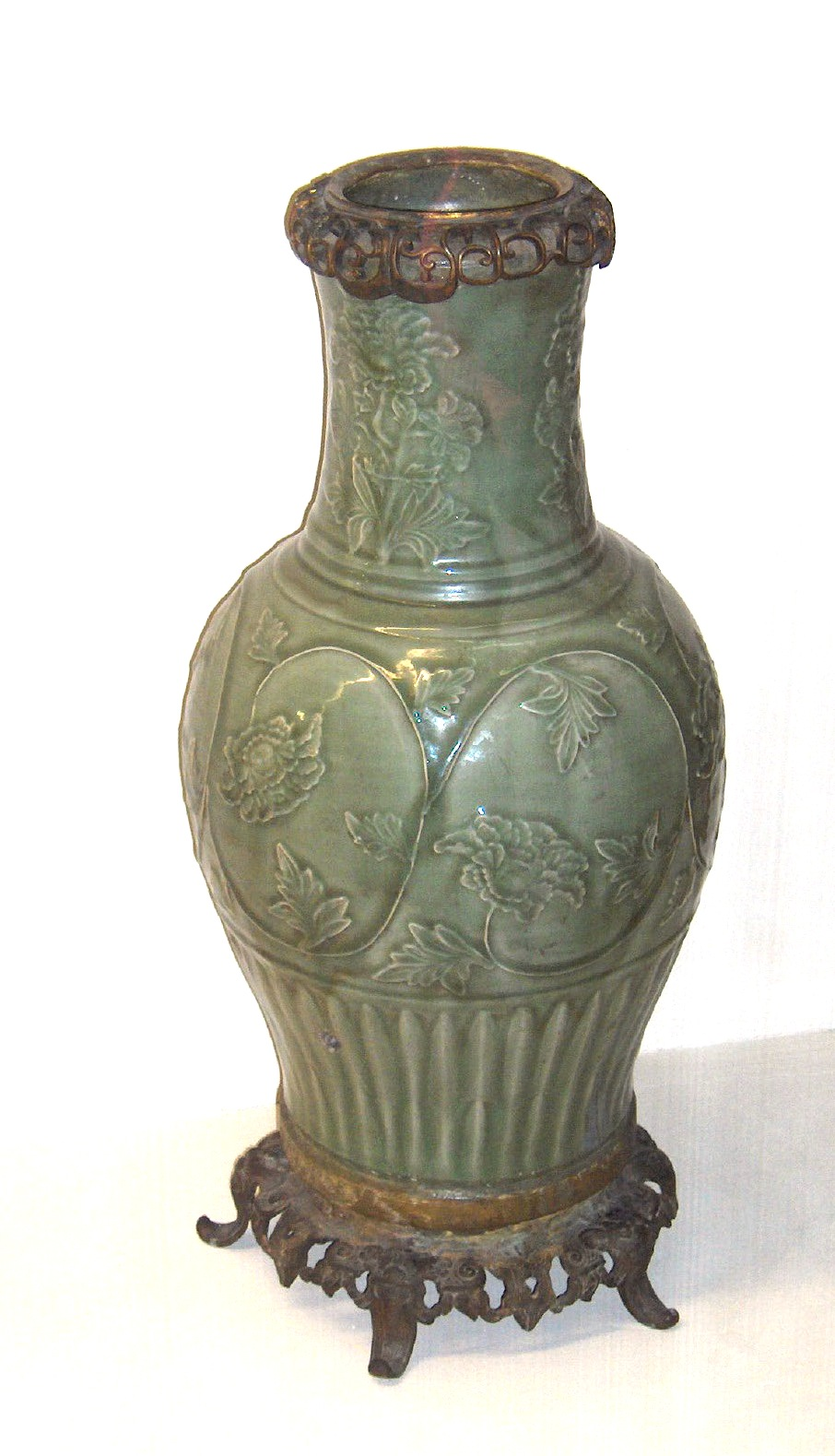
vase en céladon chinois dans le Palais de Topkapı, Istanbul, Turquie.

Plus de deux cents fours ont été découverts dans cette région, s'ajoutant à ceux connus dans d'autres préfectures. Ces découvertes font de la zone de production de céladon de Longquan un des plus grands centres historiques de céramique de Chine.
« La technique de cuisson traditionnelle du céladon de Longquan » a été inscrite en 2009 par l'UNESCO sur
la liste représentative du patrimoine culturel immatériel de l’humanité.